# Giacobbe di Alessandria
Papa Giacobbe di Alessandria (in copto Ⲓⲁⲕⲱⲃⲟⲥ, in arabo يعقوب‎?; Egitto, ... – Alessandria d'Egitto, 21 febbraio 830) è stato il 50º papa della Chiesa copta, dall'819 alla sua morte. È venerato come santo dalla Chiesa copta.
Prima di diventare patriarca, era un presbitero e monaco del monastero di San Macario il Grande (Abu Maqar). Fu falsamente accusato di omicidio, accusa per la quale rischiò la pena di morte. Gli sono attribuiti miracoli in vita.